# Втюрилась
«Втюрилась» — песня российской поп-рок-исполнительницы Доры, выпущенная 27 августа 2020 года в качестве сингла из студийного альбома «Боже, храни кьют-рок».

## История
В интервью для Apple Music певица заявила, что на карантине она пересматривала свои любимые кинофильмы. Среди них оказался фильм «Скотт Пилигрим против всех», в котором Дора услышала фразу «Я в тебя влесбиянился», что и стало вдохновением песни.
26 сентября 2020 года композиция была включена в список хитов социальной сети TikTok за неделю. 17 декабря того же года Дора исполнила сингл вживую на Авторадио, а днём позднее выпустила новогоднюю версию «Втюрилась» специально для Apple Music. Как отметил обозреватель ТНТ Music Владислав Шеин, в песне «поубавилось драйва», однако появились струнные и саксофонное соло. Также он заявил, что она стала более лиричной. В конце того же месяца Дора исполнила «Втюрилась» на итальянском языке на новогоднем выпуске «Ciao, 2020!» передачи «Вечерний Ургант».

## Видеоклип
Релиз видеоклипа на трек состоялся 8 января 2021 года на официальном YouTube-канале Доры. В видео исполнительница предстаёт в образе школьницы. По его сюжету, певица, спускаясь по лестнице, сталкивается с одноклассником, в которого, по данным InterMedia, она влюблена. Он нёс стопку книг, которую при столкновении роняет, и в итоге певица получает в своё распоряжение словарь синонимов, сочиняет песню и исполняет её в библиотеке. Затем, в конце клипа, она встречает возлюбленного ещё раз, предварительно узнав его место дислокации по подсказкам в книге. За сутки видеоряд набрал 600 тысяч просмотров.

## Отзывы
Алексей Мажаев, рецензент интернет-издания InterMedia, назвал «Втюрилась» «модным хитом» и «яркой и запоминающейся песенкой» и обратил внимание на то, что композиция записана на «вечную» тему, понятную всем поколениям — любовь. Он также написал, что «даже те, кто про кьют-рок ничего не знают и знать не хотят», «непременно» обратят внимание на сингл.

## Участники записи
Данные взяты из титров клипа.
- Дора — вокал, автор текста, главный герой, художник по костюмам
- Семён Багиров — оператор, режиссёр
- Жанна Бойкова — второй режиссёр
- Владимир Галат — сценарист, автор текста
- Игорь Абрамов — продюсер
- Наталья Гудкова — продюсер
- Anthony Huiskamp — продюсер, арт-директор
- Дина Марахонова — линейный продюсер, художник по костюмам
- Дмитрий Громов — светооператор
- Андрей Гарный — колорист
- Мария Непряхина — художник-гримёр
- Анна Клевцова — художник-гримёр
- Ольга Безденежных — художник-гримёр
- Олеся Перич — художник по костюмам
- Надежда Джалагания — художник по костюмам
- Алиса Соловьёва — художник-декоратор
- Тимур Дариев — локейшн-менеджер[англ.]
- Георгий Аглицкий — кастинг-директор
- Александр Донцов — кастинг-менеджер
- Никита Щуваев — главный герой
- Мария Теплухина — титры
- Андрей Чернышев — миксинг

## Чарты
| Чарт (2020—2021)                      | Высшая позиция |
| ------------------------------------- | -------------- |
| Россия (Shazam)                       | 12             |
| Россия (ВКонтакте)                    | 6              |
| Россия (СберЗвук)                     | 13             |
| Россия (TikTok)                       | 7              |
| Россия (Spotify)                      | 7              |
| Россия (YouTube Music)                | 3              |
| Россия Мир (Билайн)                   | 9              |
| Россия (МТС)                          | 5              |
| Мир (Муз-ТВ)                          | 4              |
| Русский чарт (ТНТ Music)              | 1              |
| Топ чарт (ТНТ Music)                  | 10             |
| Россия (Tophit YouTube Hits)          | 15             |
| Россия (Tophit Radio & YouTube Hits)  | 51             |
| Украина (Tophit YouTube Hits)         | 36             |
| Украина (Tophit Radio & YouTube Hits) | 65             |

| Чарт (2021)                          | Высшая позиция |
| ------------------------------------ | -------------- |
| Россия (Tophit YouTube Hits)         | 27             |
| Россия (Tophit Radio & YouTube Hits) | 76             |
| Украина (Tophit YouTube Hits)        | 53             |

| Чарт (2020)                   | Высшая позиция |
| ----------------------------- | -------------- |
| Россия (Tophit YouTube Hits)  | 115            |
| Украина (Tophit YouTube Hits) | 122            |